# زمردی کوبایی
زمردی کوبایی (نام علمی: Chlorostilbon ricordii) نام یک گونه از سرده زمردی‌ها است.